# Viktor Pöschl (Chemiker)
Viktor Pöschl (* 4. Dezember 1884 in Graz; † 26. Dezember 1948 in Karlsruhe) war ein österreichischer Chemiker und Warenwissenschaftler.
Nach seinem Studium an der Universität Graz lehrte er zunächst an der Grazer Handelsakademie das Fach Warenkunde, dort folgte ab 1906 als Warenkundler Karl Hassack (1861–1922) nach. Er wurde 1912 als Professor für Chemie und Warenkunde an die Handelshochschule Mannheim berufen, wo er 1918 bis 1921 deren Rektor, bis 1933 Direktor des Instituts für Warenkunde war. Nach seiner Emeritierung war er am Institut für Wirtschaftswissenschaften an der Universität Frankfurt am Main Lehrbeauftragter und Direktor der warenkundlichen Abteilung. Ab 1939 übernahm er einen Lehrauftrag an der wirtschafts- und sozialwissenschaftlichen Fakultät der Universität Köln, wo sich Rudolf Seyffert um die Pflege der österreichischen Schule der Warenkunde/Warenlehre bemühte, Artur Kutzelnigg folgte 1961 dorthin dem Ruf als dessen Nachfolger.
Er gilt als Begründer der teleologischen Warenkunde, die in der Ware in erster Linie ein Mittel der Bedürfnis- oder Anspruchsbefriedigung sieht und demgemäß von der Gebrauchstauglichkeit oder dem Gebrauchswert ausgehend behandelt. Er entwickelte eine Systematik der Konsumwaren und Weltwirtschaftsgüter und entfaltete eine reiche Publikationstätigkeit auf allen Gebieten der Waren- und Stoffkunde.
In seinem zukunftsweisenden Alterswerk Prinzipien natürlicher Ordnung in Technik und Wirtschaft (1947) nahm er zu grundsätzlichen Fragen in der Thematik des Faches Stellung:
„Ware ist die vom Menschen und für ihn mit technischen Mitteln zu stofflichen und geistigen Zwecken wirtschaftlich gestaltete Natur.“ Die Aufgabe der Wirtschaft zusammenfassend: „Es handelt sich darum, die von der Natur gegebenen Werte so vollkommen als möglich zu erhalten und auf die gesicherten Eigenschaften möglichst lange dauernde Nutzanwendungen zu gründen“ (in „Deutsche Werkstoffe“ 1942).
Sein Vater war der Physiker Jakob Pöschl, sein Sohn ist der gleichnamige Klassische Philologe Viktor Pöschl.

## Veröffentlichungen (Auswahl)
- Experimentelle Untersuchungen an isomorphen Silikaten. Dissertation, Universität Graz, 1907 (handschriftlich)
- Einführung in die Kolloidchemie, 1908, 6. Aufl. 1923.
- Allgemeine Warenkunde 1912, 2. Aufl., 2 Bde., 1924.
- Grundzüge der wissenschaftlichen Drogenkunde und organischen Rohstofflehre nebst einem Entwurf einer Ersatzmittelkunde, 1917.
- Johann Beckmann, der Begründer der Sammelwissenschaft Warenkunde, 1917.
- Logische Erklärung warenkundlicher Grundbegriffe, 1918.
- Die Bildzeichen der Gesellschaft für Warenkunde, Hamburg, 1918.
- Einführung in die Waren-, insbesondere in die Chemikalienkunde. (= Handels-Hochschul-Bibliothek 17), 1919.
- Drogistenberuf und Fachschulbildung, 1920.
- Farbwarenkunde nebst Grundlagen der Giftlehre, 1921.
- Einführung in die Lichtbildkunst, 1922, 3. Aufl. 1931.
- Materialprüfung im Handwerk, 1925.
- Technische Mikroskopie, 1927.
- Verkaufsschule und Verkaufslehrer. Kritik und Vorschläge. Springer Verlag, Berlin Heidelberg 1929, ISBN 978-3-662-31784-6 (eingeschränkte Vorschau in der Google-Buchsuche [abgerufen am 14. Februar 2016]).
- Prinzipien natürlicher Ordnung in Technik und Wirtschaft, 1947.